# Le silence est d'or
Pour plus de détails, voir Fiche technique et Distribution.
Le silence est d'or est un film français, co-produit avec les États-Unis, réalisé par René Clair, sorti en 1947.

## Synopsis
En 1910, dans le petit monde pittoresque des studios cinématographiques, une jeune fille débarquée de sa province séduit, sans le vouloir, le metteur en scène des productions Fortuna et Jacques, son fils adoptif, qui travaille là aussi comme homme à tout faire. Allant de brouilles en réconciliations et du rire aux larmes, l'homme vieillissant comprend en voyant les tourtereaux jouer une scène d'amour qu'il a passé le temps d'aimer. Il sait s'effacer avec élégance.

## Fiche technique
- Titre : Le silence est d'or
- Titre anglais : Man About Town
- Titre allemand : Schweigen ist Gold
- Titre italien : Il silenzio è d'oro
- Réalisation : René Clair
- Scénario, Adaptation et Dialogue : René Clair
- Assistant réalisateur : Pierre Blondy
- Costumes : Christian Dior, René Decrais
- Décors : Léon Barsacq, et Guy de Gastyne
- Assistants décorateurs : André Bakst, Robert Clavel
- Photographie : Armand Thirard
- Montage : Louisette Hautecoeur et Henri Taverna
- Son : Antoine Archimbaud
- Musique : Georges Van Parys
- Régisseur général : Georges Charlot
- Administrateur : André Deroual
- Caméraman (cadreur) : Alain Douarinou
- Ensemblier : Maurice Barnathan
- Tournage : du 14 octobre 1946 au 1er février 1947
- Production : Pathé Consortium Cinéma, R.K.O.
- Producteur : Adrien Rémaugé (non crédité)
- Producteur associé : Robert Pirosh (non crédité)
- Chef de production : René Clair
- Directeur de production : Henri Lepage
- Pays de production :  France,  États-Unis
- Langue originale : français
- Format : noir et blanc – 35 mm – 1,37:1 – mono (RCA Sound System)
- Genre : comédie dramatique
- Durée : 100 minutes
- Dates de sortie :
  - France : 21 mai 1947
  - États-Unis : 21 octobre 1947 (New York)
- Visa d'exploitation : 5487
- Affiche : Boris Grinsson (France)

## Distribution
- Maurice Chevalier : Emile Clément, un réalisateur de cinéma
- François Périer : Jacques Francet, son fils adoptif
- Marcelle Derrien : Madeleine Célestin, une jeune provinciale qui séduit le père et le fils
- Dany Robin : Lucette, l'ex-petite amie de Jacques
- Raymond Cordy : Le Frisé
- Bernard La Jarrige : Paulo
- Paul Ollivier : le comptable
- Georges Bever : le ministre
- Paul Faivre : le cocher
- Marcel Charvey : le contrôleur
- Jean Sylvain : un passant
- Christiane Sertilange : Marinette
- Roland Armontel : Célestin, un acteur de théâtre
- Paul Demange : le sultan de Socotora
- Max Dalban : Cri-Cri, un machiniste
- Jean Daurand : Alfred, un machiniste
- Albert Michel : Zanzi
- Gaston Modot : Gustave, le caméraman
- Robert Pizani : Monsieur Duperrier, un commanditaire, le protecteur de Lucette
- Maud Lamy : la dame du bus
- Zélie Yzelle : la bouquetière
- Yvonne Yma : la concierge
- Danielle Godet : une spectatrice
- Cécile Didier : l'habilleuse
- Mademoiselle Ribour : la danseuse
- Albert Broquin : un machiniste
- Jean Berton : un spectateur
- Harry Max : un spectateur
- Frédéric Mariotti : un machiniste
- Philippe Olive : l'agent
- Pierre Duncan : le vizir
- Léon Pauléon : le gros danseur
- Robert Berri : le dragueur barbu à l'opérette
- Charles Lavialle : le guitariste, chanteur des rues
- Simone Michels
- Jane Pierson : Rose
- Colette Georges
- Nicole Riche
- Georges Sauval
- Fernand Gilbert
- Jean-Jacques Lecot
- René Pascal
- Victor Vina
- Édouard Francomme
- Tristan Sévère
- Bruno Balp
- Eugène Yvernès
- Fernand Blot
- Maurice Derville

## Distinctions
- Festival mondial du film de Bruxelles : Grand Prix international
- Festival de Locarno 1947 : Léopard d'or, Léopard de la meilleure réalisation et Léopard de la meilleure interprétation masculine pour Maurice Chevalier
- Prix Méliès 1947.